# Mustafa Ndroqi
Mustafa Ndroqi vagy Mustafa Bëssj Ndroqi (helyenként Mustafa Ndroqa) albán politikus, 1914-ben három hétig Albánia miniszterelnöke.

## Életpályája
A nagyhatalmak által 1914 márciusában az ország élére állított Vilmos fejedelem uralkodása elégedetlenséggel töltötte el az albánokat. A lázadók egy iszlamista csoportja 1914. június 3-án Shijakban megalakította az Általános Tanácsot (albánul: Këshilli i Përgjithshëm). Célukul azt tűzték ki, hogy Vilmos elűzését követően Albánia az Oszmán Birodalom protektorátusa lesz, muzulmán királyt ültetnek a trónra, és újból bevezetik az arab betűs albán ábécét. A testület vezetője Mustafa Ndroqi, alelnöke Xhenabi Adili lett, a felkelés általános katonai parancsnokává Qamil Musa Haxhi Fezát nevezték ki. Feza gyorsan akcióba lépett, hamarosan felkelés tört ki Krujában, Kavajában és Peqinben. A felkelés kiterjedt egész Albániára, és Vilmos visszaszorult Durrës és Vlora környékére.
Miután szeptember 3-án Vilmos elmenekült az országból, a felkelők úgy érezték, megérett a helyzet hatalmuk stabilizálására. Először Feza állt az általuk szervezett Közigazgatási Bizottság élére, szeptember 11-én pedig Ndroqi megalakította a felkelők kormányát. Október 5-én azonban Esat Toptani magánhadserege élén bevonult Tiranába, új kormányt alakított, és Ndroqit alelnökké tette.